# Stellventil

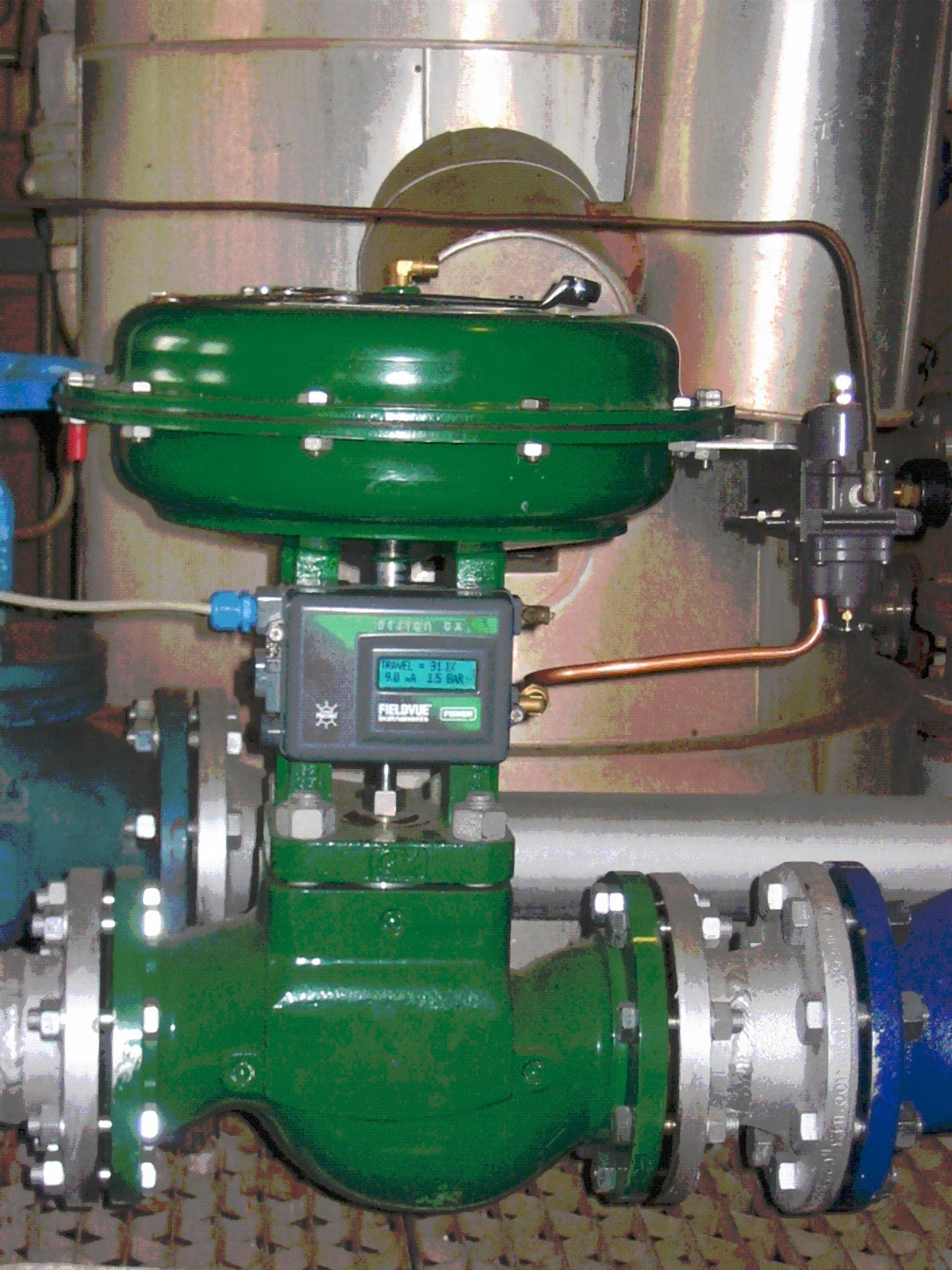
Regelventil mit pneumatischen Membranantrieb und Stellungsregler

Zonenventil für die Fußbodenheizung (im Bild vorne) im Vergleich zu Industrieventil DN300

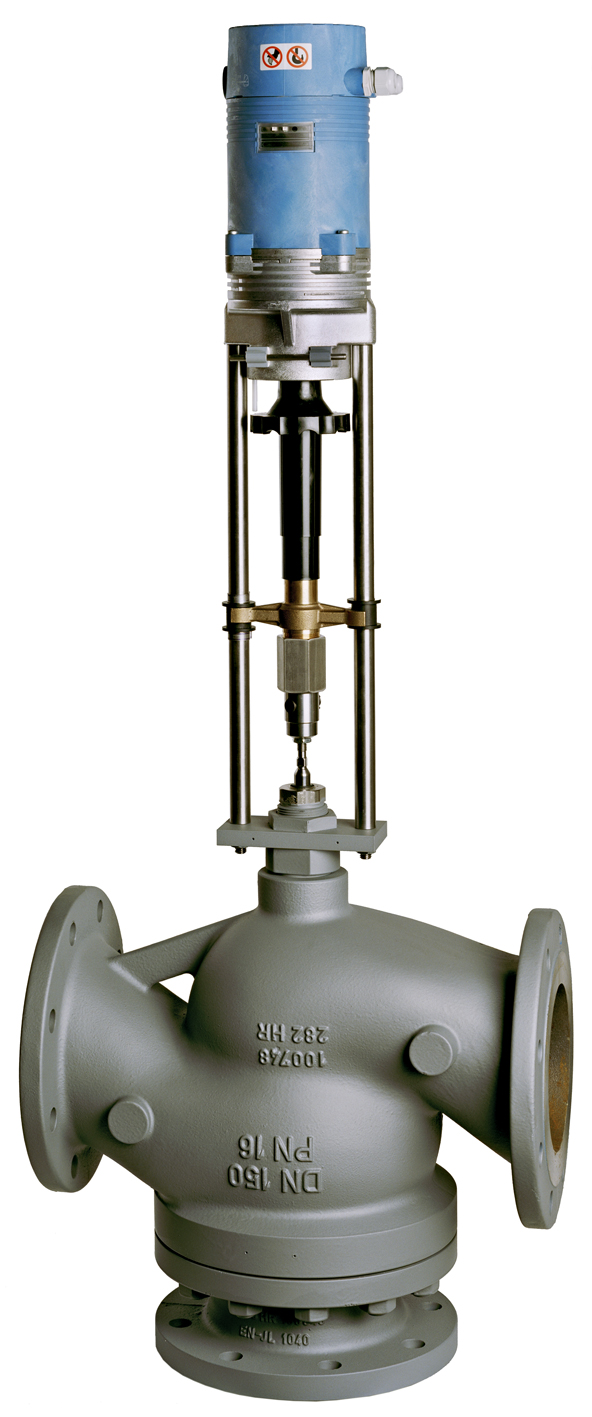
Regelventil BR316 DN150 mit elektrischem Ventilantrieb, Stellkraft 15kN

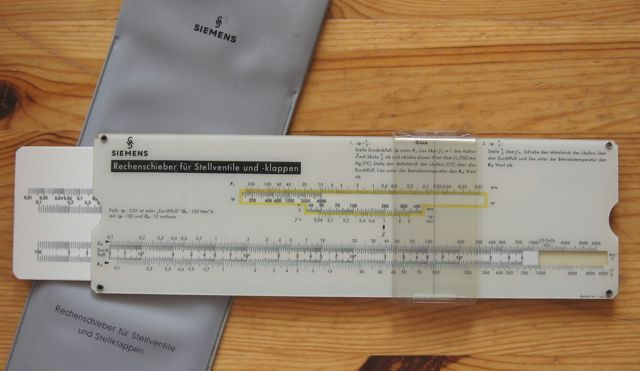
Siemens „Rechenschieber für Stellventile und -klappen“

Ein Stellventil, auch Regelarmatur, ist als Stetigventil häufig das Stellglied in einem Regelkreis. Als Drosselgerät kann damit die gewünschte Durchflussmenge in einer Rohrleitung eingestellt werden.
Über den veränderbaren Durchfluss kann der Druck, die Temperatur, das Niveau oder auch der Durchfluss selbst in einer verfahrenstechnischen Anlage geregelt werden. In der Verfahrenstechnik wird daher auch von Regelventilen gesprochen. Weil diese ein typisches Aussehen haben, werden auch Ventile, die nicht Teil eines Regelkreises sind, aber die gleiche Bauform haben, oft als Regelventil bezeichnet.
Lochblenden gehören ebenfalls zu den Drosselgeräten, sind aber nicht verstellbar und können daher kein Stellglied sein. Drosselklappen sind verstellbar und somit insbesondere bei Gasen oder bei großen Rohrleitungsdurchmessern eine kostengünstige Alternative zu Stellventilen.

## Funktionsprinzip
Der Ventilschaft ist mit dem Ventilkegel verbunden. Dieser verschließt in der geschlossenen Position den Sitzring. Fährt der Ventilschaft nach oben, dann wird die ringförmige Durchflussöffnung größer, und die Durchflussmenge steigt.
Alle Drosselgeräte in einer Rohrleitung verengen örtlich den Durchflussquerschnitt. Dadurch sinkt der Druck des Mediums, und die Geschwindigkeit erhöht sich. Nach der Querschnittsverengung kehrt die Geschwindigkeit annähernd auf den alten Wert zurück, wenn der Rohrleitungsdurchmesser vor und nach der Engstelle gleich ist. Es gibt jedoch einen bleibenden Druckverlust.
Die geometrische Form des Kegels bestimmt die Durchflusskennlinie. Diese ist linear, gleichprozentig oder in seltenen Fällen anders. Das Durchflussverhältnis {\displaystyle {\tfrac {Q_{\text{min}}}{Q_{\text{max}}}}}, welches für die Regelung genutzt werden kann, ist bei einfachen Ventilen 1 : 10, bei aufwendig konstruierten Ventilen ist 1 : 50 möglich.

## Auslegung
Aus Kostengründen und wegen der für die Regelfähigkeit erforderlichen Ventilautorität wählt man die Ventilnennweite häufig ein oder zwei Nennweitenstufen kleiner als die Rohrleitung selbst. Häufig wird versucht mit nur wenigen Nennweiten in der gesamten Anlage auszukommen. Hier ergeben sich Vorteile in der Ersatzteilbevorratung.
Die notwendige Anpassung an die Strömungsverhältnisse erreicht man durch die Auswahl von Sitz und Kegel. In ein Ventilgehäuse passen unterschiedliche Sitz-Kegel-Kombinationen.
Maßgebende Kennzahl ist der Ventildurchflusswert. Ferner muss untersucht werden, ob die maximale Geschwindigkeit im Extremfall unterhalb der Schallgeschwindigkeit bzw. im Regelfall unter wenigen Metern pro Sekunde liegt, um so Kavitation oder auch zu hohe Geräuschentwicklung zu vermeiden.
Regelventile haben meist eine gewisse Leckrate. In Anbetracht der Notwendigkeit der Energieeinsparung nimmt in der Gebäudetechnik jedoch die Bedeutung dichtschließender Ventile weiter zu, wobei dies im Falle von Dreiwegeventilen für alle drei Wege gilt.
Die Einbauverhältnisse (eingeschweißt, eingeklemmt/Sandwichbauweise oder geflanscht) ergeben sich aus den Anforderungen der zugehörigen Rohrklasse.

## Material
Das Material wird durch die erforderliche Korrosionsbeständigkeit bestimmt:
- in der Gebäudetechnik (Heizung und Klimatisierung):
  - in der Regel Grauguss und Messing
  - in Sonderfällen Rotguss und duktiles Gusseisen
- in der Industrie: auch Stahlguss, Edelstahl oder Kunststoffe.

## Antrieb
Der Antrieb von Stellventilen, Stellantrieb genannt, kann pneumatisch über eine Membran, elektrisch oder hydraulisch über einen Kolben erfolgen. Die Wahl des Stellantriebs hängt ab von der Anwendung und der Verfügbarkeit der notwendigen Hilfsenergie.
In den meisten verfahrenstechnischen Anlagen gibt es ein Druckluftnetz (typisch 6 bar), daher sind pneumatisch angetriebene Regelventile weit verbreitet. In den meisten Fällen erzeugen mechanische Federn die notwendige Gegenkraft, beim Ausfall der Druckluft schließt das Ventil dann selbsttätig; in wenigen Fällen muss das umgekehrt sein, dann öffnet die Federkraft das Ventil. Pneumatische Antriebe haben den Vorteil einer hohen Stellgeschwindigkeit.
Elektrische Antriebe hingegen haben den Vorteil, keine Versorgung mit Druckluft zu benötigen. Weiter neigen Regelventile mit elektrischen Stellantrieben weit weniger zum unerwünschten Schwingen, da Druckänderungen im Medium wegen der Selbsthemmung des Getriebes praktische keinen Einfluss auf die Position des Ventilkegels nehmen können. Im Falle von gebäudetechnischen Anwendungen (Heizung, Klimatisierung) werden praktisch ausschließlich elektrische Ventilantriebe verwendet.
Um die Ansteuerung des Regelventilantriebs zu standardisieren, werden häufig zusätzliche Stellungsregler eingesetzt.